# Macaca ochreata
Macaca ochreata (лат.) — вид обезьян семейства мартышковых отряда приматов, один из видов рода Макаки.

## Описание
Длина тела 50—59 см, плюс хвост 35—40 см. Средний вес самцов 10 кг, самок 6 кг.

## Распространение
Этот вид обитает на Сулавеси (Индонезия) и на соседних островах Муна и Бутунг, и, возможно, на островке Палау Лабуан Бланда. Вид встречается в тропических лесах на высотах до 800 м.

## Поведение
Размер группы составляет от 12 до 30 особей. Проводят большую часть дня на деревьях. Питаются плодами, но также могут поживиться незрелым листьями, членистоногими, стеблями недавно цветущих растений и сельскохозяйственных культур (фрукты, овощи, кукуруза).

## Угрозы и охрана
Среда обитания вида уничтожается из-за земледелия, насаждения плантаций масличной пальмы и какао. Расширение населенных пунктов также является проблемой. Проживает в следующих охранных территориях: Rawa Aopa Watomahai, Padang Mata Osu, Tanjung Peropa, Tanjung Batikolo, Faruhumpenai, Buton Utara, Buton Lambusango Nature Reserve.

## Подвиды
Признано два подвида:
- М. о. ochreata
- M. o. brunnescens

## Содержание в неволе
За пределами Индонезии Macaca ochreata обитают только в Catoctin Wildlife Preserve and Zoo в Турмонте, штат Мэриленд. Группа этих обезьян проживает там с 1960-х годов, это уже четвертое поколение, выведенное в неволе.